# Phasia ochromyoides
Phasia ochromyoides là một loài ruồi trong họ Tachinidae.